# Дитионат лития
Дитионат лития — неорганическое соединение,
соль лития и дитионовой кислоты с формулой Li2S2O6,
бесцветные кристаллы,
растворяется в воде,
образует кристаллогидраты.

## Получение
- Обменная реакция дитионата бария и сульфата лития:

{\displaystyle {\mathsf {Li_{2}SO_{4}+BaS_{2}O_{6}\ {\xrightarrow {}}\ Li_{2}S_{2}O_{6}+BaSO_{4}\downarrow }}}

## Физические свойства
Дитионат лития образует бесцветные кристаллы.
Растворяется в воде.
Образует кристаллогидрат состава Li2S2O6•2H2O — бесцветные кристаллы
ромбической сингонии,
параметры ячейки a = 1,015 нм, b = 1,043 нм, c = 0,599 нм, Z = 4.